# 佐藤琢磨 (野球)
佐藤 琢磨（さとう たくま、2000年3月18日 - ）は、新潟県新潟市出身のプロ野球選手（投手、育成選手）。左投左打。東京ヤクルトスワローズ所属。

## 経歴
中学時代はポニーリーグの新潟ポニーに所属。
新潟青陵高等学校では1年夏から登板し、1年秋からはエースとなった。3年夏は初戦敗退し、甲子園出場経験はない。
大学は関甲新学生野球連盟に所属する新潟医療福祉大学に進学。同級生の桐敷拓馬が下級生時から結果を残し注目を集める中、リーグ戦での登板機会を得られなかったが、3年秋にリーグ戦デビューし、4年春にリーグ戦初勝利を挙げた。
2021年10月11日に行われたプロ野球ドラフト会議において、福岡ソフトバンクホークスから育成選手ドラフト13位で指名された。元F1レーサーの佐藤琢磨と同姓同名であることから指名直後から話題となった。11月9日に支度金300万円、年俸400万円（金額は推定）で入団合意し、12月11日、PayPayドームで開催された「ファンフェスティバル2021」の中で入団発表会見が行われた。背番号は154。

### プロ入り後
2022年、二軍公式戦では1試合に登板、三軍戦では28試合の登板で105回を投げ、7勝6敗、防御率3.50の成績を挙げる。オフの11月下旬には左肘のクリーニング手術を受けた。
2023年、4月に四軍戦で復帰登板したが、尺骨神経を傷めリハビリ組に回る。7月2日の愛媛マンダリンパイレーツとの三軍戦で復帰し、1回を三者凡退に抑える。そのため二軍公式戦の登板はなかったが、三軍・四軍戦では21試合の登板で26回を投げ、0勝2敗1セーブ、防御率6.23を記録する。
2024年は二軍公式戦で2試合に登板したが、1.2回で被安打2、与四球3となり防御率は5.40だった。10月28日に戦力外通告を受けた。

### ヤクルト時代
11月26日、東京ヤクルトスワローズが育成選手として獲得することを発表し、背番号も019に決まったことが公表された。

## 詳細情報

### 年度別投手成績
- 一軍公式戦出場なし

### 背番号
- 154（2022年 - 2024年）
- 019（2025年 - ）

### 登場曲
- 「Always you」 milet（2023年）
- 「Outsider」 milet（2023年）
- 「Wake me up」 milet（2023年）